# Ochthephilum collare
Ochthephilum collare är en skalbaggsart som först beskrevs av Edmund Reitter 1884.  Ochthephilum collare ingår i släktet Ochthephilum, och familjen kortvingar. Arten är reproducerande i Sverige.